# Rhizomarasmius
Rhizomarasmius es un género de hongos de la familia de Physalacriaceae. Hay dos especies de este género, R. pyrrhocephalus and R. undatus.